# Amused to Death
Amused to Death – solowy album Rogera Watersa, wieloletniego basisty, wokalisty i lidera brytyjskiej grupy Pink Floyd, nagrany wraz z towarzyszącymi mu muzykami grającymi jako The Bleeding Hearts. Płyta została wydana w 1992 roku przez wytwórnię Columbia Records oraz (na terenie Europy) – EMI. 
Waters materiał na Amused to Death zbierał od 1982 roku, pracował nad nim w 11 studiach na dwóch kontynentach. W warstwie tekstowej album jest swego rodzaju literackim studium kultury masowej i jej narzędzi (głównie telewizji). W większości utworów Waters zrezygnował ze śpiewu na rzecz melodeklamacji. Materiał zbliżony jest muzycznie do albumu Pink Floyd The Final Cut, który przez niektórych jest określany pierwszym solowym albumem tego muzyka (z racji niewielkiego wkładu pozostałych członków zespołu w jego kształt).

## Lista utworów
1. „The Ballad of Bill Hubbard” – 4:19
2. „What God Wants, Part I” – 6:00
3. „Perfect Sense, Part I” – 4:16
4. „Perfect Sense, Part II” – 2:50
5. „The Bravery of Being Out of Range” – 4:43
6. „Late Home Tonight, Part I” – 4:00
7. „Late Home Tonight, Part II” – 2:13
8. „Too Much Rope” – 5:47
9. „What God Wants, Part II” – 3:41
10. „What God Wants, Part III” – 4:08
11. „Watching TV” – 6:07
12. „Three Wishes” – 6:50
13. „It's a Miracle” – 8:30
14. „Amused to Death” – 9:06